# Benowo-Wrzosy
Benowo-Wrzosy – nieoficjalna nazwa przysiółka wsi Benowo w Polsce położona w województwie pomorskim, w powiecie kwidzyńskim, w gminie Ryjewo.
Miejscowość położona jest przy drodze wojewódzkiej nr 602.
W latach 1975–1998 miejscowość administracyjnie należała do województwa elbląskiego.